# Lomond n.º 37
Lomond n.º 37 es un municipio rural canadiense situado en la provincia de Saskatchewan.

## Superficie
Lomond n.º 37 tiene una superficie de 825,6 km².

## Demografía
En 2021, tenía 275 habitantes, una densidad poblacional de 0,3 hab./km², y 121 viviendas.